# IC 3640
IC 3640 ist eine Spiralgalaxie vom Hubble-Typ Sab? im Sternbild Coma Berenices am Nordsternhimmel. Sie ist schätzungsweise 353 Millionen Lichtjahre von der Milchstraße entfernt.
Das Objekt wurde am 23. März 1903 von Max Wolf entdeckt.